# Kabelfehlerortung
Die Kabelfehlerortung dient der Lokalisierung von punktuellen Fehlern wie Isolationsfehlern in Erdkabeln und ist ein Anwendungsbereich der elektrischen Messtechnik. Dazu werden unter anderem mobile Stoßspannungsgeneratoren eingesetzt.

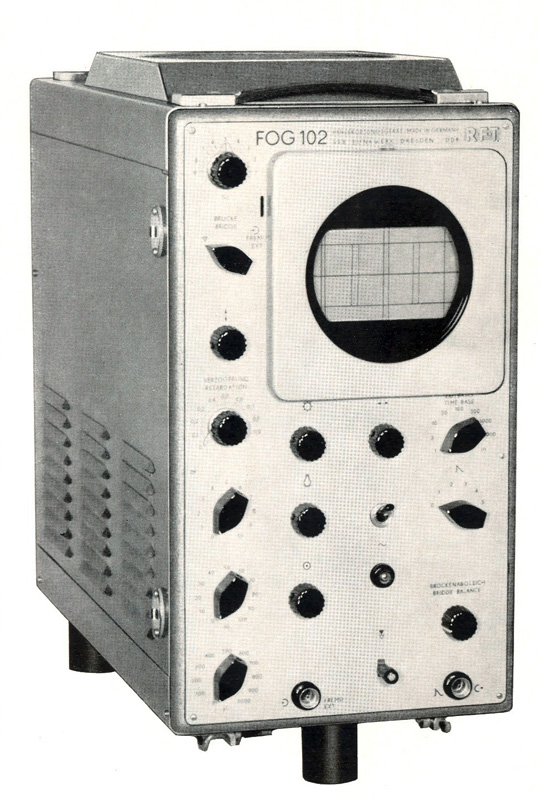
Frühes Fehlerortungsgerät

## Geschichte der Kabelfehlerortung in der DDR
Ihren Anfang machte die Kabelfehlerortung im Dresden der Nachkriegszeit, als 1948 der Radiohersteller Radio Mende enteignet und in eine Sowjetisch-Deutsche Aktiengesellschaft mit dem neuen Namen Funkwerk Dresden umgewandelt wurde. Da einige Fachkräfte auf dem Gebiet der Impulstechnik zur Verfügung standen, entschied man, sich in Richtung der Kabelmesstechnik zu orientieren und Ideen für ein Fehlerortungsgerät umzusetzen. So entstand 1952 mit dem FOG 101 das erste Fehlerortungsgerät für Freileitungen. Ein Großteil der damals produzierten Geräte wurde als Reparationsleistung in die UdSSR geliefert.
Wegen einiger Umstrukturierungen innerhalb der DDR wurde das Funkwerk Dresden zunächst mit anderen Dresdener Firmen 1969 zur VEB RFT Messelektronik „Otto Schön“ zusammengeführt, bis diese dann 1979 in das Robotron Kombinat eingegliedert wurde. Nach Auflösung des VEB Robotron Kombinats 1990 und der mit der Wiedervereinigung Deutschlands verbundenen Öffnung der Märkte musste die Messelektronik Dresden konkurrenzfähig gemacht werden.

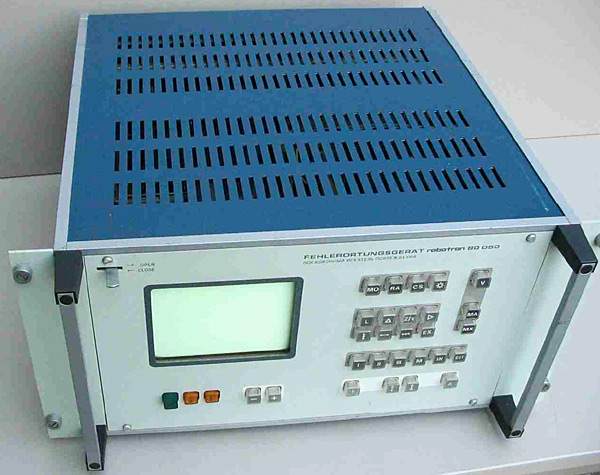
FOG 80050, Microcontrollergesteuertes Fehlerortungsgerät

## Kabelfehler

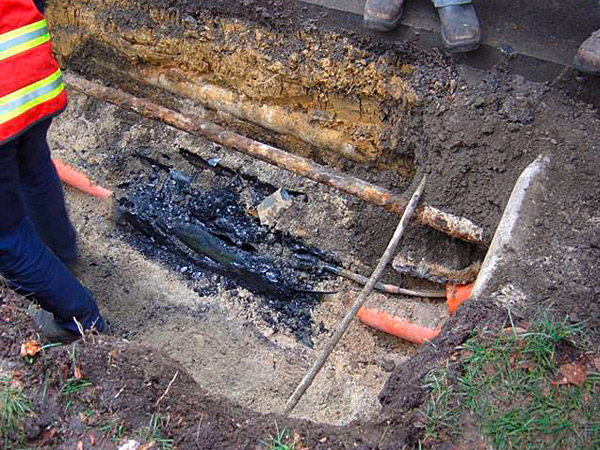
Freigelegter Lichtbogenschaden an einem Erdkabel

Kabelfehler sind Schäden an Kabeln, die einen Widerstand im Kabel bewirken und bei längerem Fortbestehen zu einem Spannungsdurchschlag führen können. Es gibt verschiedene Kabelfehlerarten, die für die Kabelfehlerortung erst klassifiziert werden müssen. Dabei spielt die Isolierung des Kabels eine große Rolle. Während Papiermassekabel besonders anfällig auf chemische und thermische Einwirkung von außen sind, wird bei Pe- und VPE-Kabeln im Bereich von Hochspannungskabeln die Polyethylenisolierung von der hohen Spannung des Leiters, die zu Teildurchschlägen führt und Risse in die Isolierung „frisst“, angegriffen.

### Schirmfehler
Ein Kontakt zwischen Leiter und Schirm erzeugt einen Widerstand, der unterschiedlich hoch ausfallen kann.

### Leiterfehler
Der Kontakt zwischen mehreren Leitern erzeugt einen Widerstand, der unterschiedlich hoch ausfallen kann.

### Mantelfehler
Mantelfehler sind Schäden im Kabelmantel, die dem Umfeld Kontakt mit dem Kabelschirm ermöglichen.

### Feuchtefehler
Wasser dringt in den Kabelmantel ein und kommt mit den Leitern in Kontakt. Impedanzänderungen am Fehlerort erschweren die Messung. Der Widerstand liegt meist im niederohmigen Bereich.
Besonders bei Fernmeldekabeln mit kunststoffisolierten Adern werden Prüfadern / Meldeadern verwendet, die ein Eindringen von Feuchtigkeit in das Kabel zeitnah melden. Da bei Fernmeldekabeln mit kunststoffisolierten Adern die in die Kabelseele eindringende Feuchtigkeit bei unverletzter Aderisolierung zunächst keine nachteiligen Übertragungseigenschaften zur Folge hat, bleibt die eintretende Feuchtigkeit unbemerkt. Als Melde- bzw. Prüfadern können zwei besonders ausgebildete Adern verwendet werden, bei denen z. B. die gesamte Oberfläche der Isolierung dieser Adern mit Löchern versehen ist, damit eingedrungenes Wasser bis an den Leiter gelangt und somit möglichst schnell angezeigt werden kann.

### Unterbrechung
Kombination aus Längs- und Parallelwiderständen, meist in Form eines Abrisses. Die Spannung ist unterbrochen, d. h.  {\displaystyle R=\infty \,\Omega } .

## Kabelprüfung
Um einen Kabelfehler zu lokalisieren, muss das Kabel erst auf Fehler überprüft werden. Daher geht der Kabelfehlerortung meist eine Kabelprüfung vor. Bei der Kabelprüfung werden an den Schwachstellen im Kabel Überschläge erzeugt, welche anschließend lokalisiert werden können.

## Lokalisierung der Kabelfehler

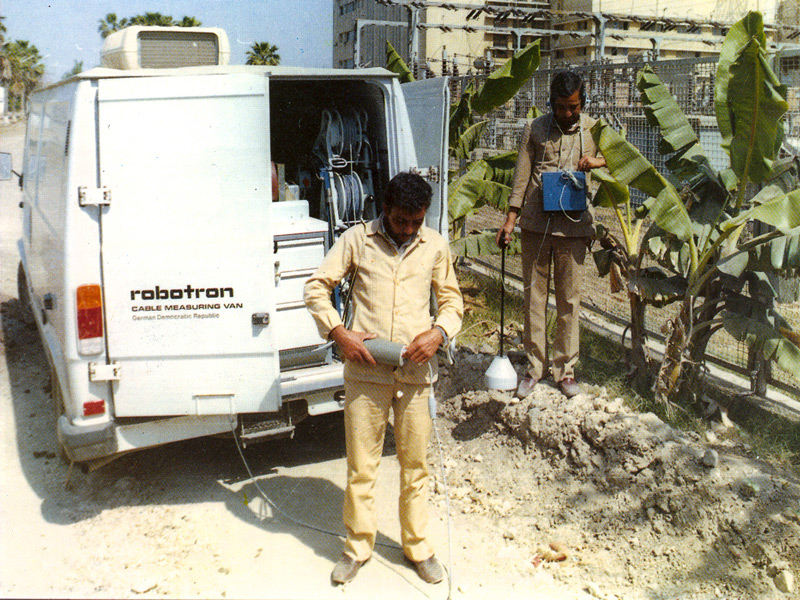
Fehlerortungstechnik vor Ort

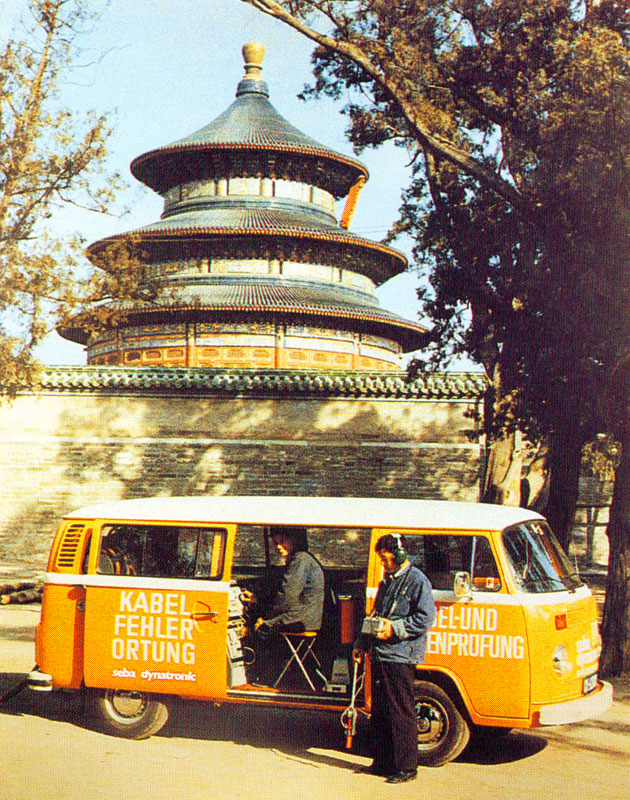
Kabelmesswagen in China, 1975

Die zur Fehlerortbestimmung notwendigen Maßnahmen lassen sich einzelne Schritte unterteilen.

### Fehlerklassifizierung
Isolations- und Widerstandsmessung geben Aufklärung über die Charakteristik des Fehlers. Ein Isolationstest bemisst den Isolationswiderstand zwischen Leiter und Schirm, durch die zeitliche Widerstandsmessung lassen sich die Absorbierungseigenschaften des Isolierstoffs ableiten.

### Vorortung
Bei der Fehlervorortung wird die Fehlerentfernung bestimmt. Dafür gibt es zwei vorherrschende Methoden.

#### Impulsreflexionsverfahren
Ein am Kabelanfang induzierter Impuls trifft mit der bekannten Geschwindigkeit v auf den Kabelfehler und wird von dort in Richtung Kabelanfang reflektiert. Die verstrichene Zeit dividiert durch zwei und multipliziert mit der Ausbreitungsgeschwindigkeit v ergibt den zu erwartenden Abstand zur Fehlerquelle. Siehe auch: Zeitbereichsreflektometrie.

#### Transiente Verfahren
Bei den transienten Verfahren wird beim Kabelfehler ein Durchschlag ausgelöst. Dieser bewirkt wenige Millisekunden lang einen niederohmigen Kurzschluss. Dadurch entstehen zwei sich im Kabel entgegengesetzt ausbreitende Wanderwellen. Diese werden an den Kabelenden reflektiert, sodass sie sich wieder aufeinander zu in Richtung des Kabelfehlers bewegen. Dieser kann aufgrund des aus dem Kurzschluss entstandenen Lichtbogens nicht passiert werden, wird wie beim Reflektorimpulsverfahren erneut reflektiert, was wegen des brennenden Kurzschlusses eine Umkehr der Polarität bedeutet. Um diese Transienten auszukoppeln und auszuwerten, gibt es verschiedene Wege.

### Trassen- und Nachortung
Mittels der Trassenortung wird die Lage des fehlerhaften Kabels ermittelt, bei der Nachortung explizit die Position des Kabelfehlers.

### Kabelauslese
Bei der Kabelauslese wird das Fehlerhafte unter den fehlerfreien Kabeln am bereits ermittelten Ort erfasst.

## Fehlerwandlung
Nachdem der Kabelfehler identifiziert und lokalisiert wurde, besteht die Möglichkeit ihn mithilfe von Brenngeräten einzubrennen, d. h. einen hochohmigen in einen niederohmigen Fehler umzuwandeln.

## Kabelmesswagen
Das herkömmliche Hilfsmittel bei der Kabelfehlerprüfung und -ortung ist der Kabelmesswagen. In ihm sind Kabelmesssysteme installiert, sodass man auf jeden Kabelfehler vorbereitet schnellstens zum Fehlerort gelangen kann.